# Saison 1939-1940 des Rangers de New York
Autres saisons
La saison 1939-1940 est la quatorzième saison de hockey sur glace jouée par les Rangers de New York dans la Ligue nationale de hockey.

## Saison régulière

### Déroulement de la saison

#### Débuts difficiles
Après la saison précédente qui a vu les Rangers terminer à la deuxième place de la saison régulière mais être éliminés en sept matchs en demi-finale par les Bruins de Boston, futurs champion, la nouvelle saison s'amorce sans grand changement pour l'équipe. L'essentiel de l'effectif est reconduit et seuls Bill Carse et George Allen, achetés par les Black Hawks de Chicago, et Cecil Dillon acheté par les Red Wings de Détroit ne sont plus membres des Rangers. Pour compenser ces départs, des joueurs des clubs écoles sont intégrés à l'effectif : Cliff Barton, James MacDonald et Alf Pike sont issus des Ramblers de Philadelphie et Stanford Smith arrive des Rovers de New York. Mais le changement le plus important se situe derrière le banc où Frank Boucher, qui a pris sa retraite de joueur un an auparavant, remplace l'entraîneur historique de la franchise, Lester Patrick, qui se consacre à son rôle de directeur général.
Les Rangers débutent cette nouvelle saison contre les Red Wings à Détroit ; menés 1-0, ils égalisent dans les trois dernières minutes du match et obtiennent ainsi un match nul. Pour leur deuxième match, joué à Toronto contre les Maples Leafs, ils ouvrent le score par Neil Colville mais leurs adversaires égalisent grâce à Billy Taylor et le match se termine sur une nouvelle égalité 1-1. Le lendemain, les Rangers jouent leur premier match à domicile de la saison où ils retrouvent leurs adversaires de la veille, les Maple Leafs, et devant 15 163 spectateurs, ils subissent leur première défaite. Quatre jours plus tard, les Rangers accueillent les Black Hawks de Chicago ; pour leur deuxième match à domicile, les Rangers mènent à deux reprises mais sont à chaque fois rejoints par leurs adversaires qui remportent finalement le match 3-2 et infligent aux Rangers leur deuxième défaite en quatre matchs.
Lors du cinquième match de la saison, les Rangers sont opposés à leurs rivaux de New York, les Americans, et à cette occasion, ils remportent leur première victoire, 3-1, grâce à deux buts de Mac Colville. Le 19 novembre, les Rangers reçoivent les Canadiens de Montréal devant 14 000 spectateurs. Alex Shibicky marque un but pour New York mais Polly Drouin en inscrit deux pour Montréal, dont le but vainqueur en prolongation. Les Rangers, qui viennent de subir leur troisième défaite en six matchs sont alors classés à l'avant-dernière place de leur division. Cette défaite est cependant la dernière avant une série d'invincibilité record dans la LNH.

#### Série record
Les Rangers font tout d'abord match nul contre Montréal et Boston, ils gagnent ensuite contre Détroit et Chicago. Le 16 décembre, après une victoire 4-2 contre les Canadiens, ils sont invaincus depuis huit matchs et rejoignent leurs adversaires à la troisième place du classement,. Après un match nul 0-0 contre les Red Wings de Détroit où les deux gardiens réussissent un blanchissage, les Rangers battent les Canadiens pour entamer une série de dix victoires consécutives. Chicago est battue 7-1 le 23 décembre, la série d'invinciblité des Rangers étant à présent de onze matchs. Deux matchs plus tard, les Rangers reçoivent la première équipe de ligue, les Bruins de Boston, devant une foule record de 16 000 spectateurs au Madison Square Garden ; les Bruins sont blanchis par Dave Kerr alors que Alex Shibicky, Lynn Patrick, Neil Colville et James MacDonald marquent chacun un but, et les Rangers enregistrent leur treizième match sans défaite grâce à une victoire 4-0 ; ils sont alors à égalité à la deuxième place de la ligue, deux points derrière leurs adversaires du jour. Le match suivant, joué à New York contre les Americans, voit le record de spectateurs de la saison à nouveau battu avec 16 526 personnes venues assister à la quatorzième rencontre des Rangers sans défaite ; il s'agit alors de la plus grande affluence des Rangers depuis près de dix ans.
Le 2 janvier 1940, les Bruins accueillent les Rangers. Ces derniers, bien que menés au score à deux reprises, parviennent à remporter le match et à amener leur série d'invincibilité à quinze match. Grâce à cette victoire, ils rejoignent Toronto et leurs adversaires du soir en tête de la ligue. Le 14 janvier 1940, après trois nouvelles victoires contre les Americans, les Red Wings et les Black Hawks, l'équipe New-Yorkaise se rend à Toronto pour y affronter les Maple Leafs. Les Rangers s'imposent 4-1 et établissent un nouveau record de la Ligue nationale de hockey en étant invaincus depuis dix-neuf rencontres. Ils en profitent également pour prendre seuls la tête de la ligue,. Le lendemain, les Black Hawks accueillent les Rangers et mettent fin à cette série de dix victoires et dix-neuf matchs sans défaite grâce à un succès 2-1.

#### Lutte pour la première place
Les Rangers remportent leur match suivant contre Montréal avant d'accueillir les Bruins avec lesquels ils partagent la première place. Grâce, entre autres, a deux buts de Clint Smith, les Rangers remportent la rencontre 4-2 et prennent seuls la tête de la ligue. Sur leur lancée, ils gagnent quatre matchs consécutifs et possèdent cinq points d'avance le 28 janvier avant de connaître à nouveau la défaite le 1er février contre Détroit. Lors du match suivant où ils reçoivent les Canadiens de Montréal, les Rangers établissent le record de la saison en infligeant une déroute 9-0 à leurs adversaires. Kerr enregistre alors son sixième blanchissage de la saison alors que Phil Watson et Dutch Hiller marquent chacun quatre points.
La saison des Rangers est ensuite moins bonne et après deux victoires, un match nul et trois défaites, les Rangers sont rejoints en tête de la ligue par les Bruins le 20 février. Deux jours plus tard, ils affrontent les Americans mais ne parviennent pas à tromper le gardien Earl Robertson et sont battus en prolongation par un but de Tommy Anderson. Les Bruins n'ayant pas joué, les Rangers restent malgré tout en tête de la ligue. Le 24 février, les Rangers rendent visite aux Canadiens de Montréal ; grâce au septième blanchissage de la saison de leur gardien combiné à une défaite des Bruins, ils reprennent seuls la tête du classement. Le lendemain, ils sont à nouveau confrontés aux Canadiens qu'ils accueillent au Madison Square Garden. Ils remportent la rencontre 6-2 et prennent ainsi quatre points d'avance sur les Bruins en tête de la ligue.
La lutte pour la première place de la ligue se poursuit : le 29 février, les Bruins rejoignent les Rangers qui sont battus 2-1 par les Black Hawks ; trois jours plus tard, les Rangers ont repris trois points d'avance après un match nul contre les Maple Leafs et une victoire contre les Black Hawks. Le 7 mars après une victoire contre les Americans, les Bruins reprennent seuls la tête avant que les Rangers ne les dépossèdent de leur bien le 10 mars après une victoire 4-2 contre les Americans.
Les deux rencontres suivantes, qui sont les deux dernières des Rangers, sont jouées contre les Bruins et peuvent s'avérer décisives pour l'attribution du titre de champion de la saison régulière. Le premier match est joué le 12 mars à Boston devant 16 304 spectateurs ; à peu plus d'une minute du terme de la rencontre, Eddie Wiseman marque le but vainqueur des Bruins qui leur permet de remporter le match 2-1 et de reprendre alors la première place du classement. Le second match, disputé à New York deux jours plus tard, voit les deux équipes se neutraliser sans parvenir à marquer. Ce match nul permet aux Bruins, auxquels il reste encore une rencontre à jouer, de remporter un deuxième titre de champion de la saison régulière consécutif.

#### Bilan
Les Rangers terminent à la deuxième place de la saison régulière et sont ainsi qualifiés directement pour les demi-finales des séries éliminatoires alors que les équipes classées de la troisième à la sixième place doivent jouer des quarts de finale. Cet avantage les oblige toutefois à disputer cette demi-finale au meilleur des sept match contre l'autre équipe qualifiée directement : les Bruins de Boston.
Du point de vue comptable, les Rangers ont, avec 136 buts marqués, la deuxième attaque de la ligue, bien loin cependant des 170 buts des Bruins. Avec seulement 77 buts encaissés en 48 matchs, ils ont la meilleure défense devant Boston qui en a encaissé 21 de plus grâce, en partie, à la saison de leur gardien Dave Kerr qui termine avec une moyenne de 1,54 but accordé et huit blanchissages. Enfin, la moyenne de spectateurs du Madison Square Garden est de 9 997 spectateurs par match. Pour ce qui est des performances individuelles, Bryan Hextall est le meilleur buteur de la saison avec 26 réalisations alors que Phil Watson termine à la deuxième position du classement des aides derrière Milt Schmidt des Bruins. Au classement des pointeurs, Hextall est le meilleur joueur des Rangers avec 39 points juste devant Neil Colville mais ils ne sont respectivement classés qu'aux sixième et septième rangs de la ligue derrière quatre joueurs des Bruins et Gordie Drillon des Maple Leafs de Toronto.

### Classement
| Clt   | Équipe                 | PJ | V  | D  | N  | BP  | BC  | Pts |
| ----- | ---------------------- | -- | -- | -- | -- | --- | --- | --- |
| +001, | Bruins de Boston       | 48 | 31 | 12 | 5  | 170 | 98  | 67  |
| +002, | Rangers de New York    | 48 | 27 | 11 | 10 | 136 | 77  | 64  |
| +003, | Maple Leafs de Toronto | 48 | 25 | 17 | 6  | 134 | 110 | 56  |
| +004, | Black Hawks de Chicago | 48 | 23 | 19 | 6  | 112 | 120 | 52  |
| +005, | Red Wings de Détroit   | 48 | 16 | 26 | 6  | 90  | 126 | 38  |
| +006, | Americans de New York  | 48 | 15 | 29 | 4  | 106 | 140 | 34  |
| +007, | Canadiens de Montréal  | 48 | 10 | 33 | 5  | 90  | 167 | 25  |

- Champion de la saison régulière et qualifié directement pour les demi-finales des séries
- Qualifié directement pour les demi-finales des séries
- Qualifié pour les quarts de finale des séries

### Match après match
Ce tableau reprend les résultats de l'équipe au cours de la saison, les buts marqués par les Rangers étant inscrits en premier.
| No | Date        | Résultat  | Adversaire             | Lieu     | Score    | Bilan (V-D-N) | Pts |
| -- | ----------- | --------- | ---------------------- | -------- | -------- | ------------- | --- |
| 1  | 5 novembre  | match nul | Red Wings de Détroit   | Détroit  | 1-1      | (0-0-1)       | 1   |
| 2  | 11 novembre | match nul | Maple Leafs de Toronto | Toronto  | 1-1      | (0-0-2)       | 2   |
| 3  | 12 novembre | défaite   | Maple Leafs de Toronto | New York | 0-1      | (0-1-2)       | 2   |
| 4  | 16 novembre | défaite   | Black Hawks de Chicago | New York | 2-3      | (0-2-2)       | 2   |
| 5  | 18 novembre | victoire  | Americans de New York  | New York | 3-1      | (1-2-2)       | 4   |
| 6  | 19 novembre | défaite   | Canadiens de Montréal  | New York | 1-2 (Pr) | (1-3-2)       | 4   |
| 7  | 23 novembre | match nul | Canadiens de Montréal  | Montréal | 1-1      | (1-3-3)       | 5   |
| 8  | 26 novembre | match nul | Bruins de Boston       | Boston   | 2-2      | (1-3-4)       | 6   |
| 9  | 28 novembre | victoire  | Red Wings de Détroit   | New York | 4-1      | (2-3-4)       | 8   |
| 10 | 30 novembre | victoire  | Black Hawks de Chicago | Chicago  | 7-2      | (3-3-4)       | 10  |
| 11 | 2 décembre  | match nul | Americans de New York  | New York | 1-1      | (3-3-5)       | 11  |
| 12 | 10 décembre | victoire  | Bruins de Boston       | New York | 3-2      | (4-3-5)       | 13  |
| 13 | 14 décembre | match nul | Red Wings de Détroit   | New York | 2-2      | (4-3-6)       | 14  |
| 14 | 16 décembre | victoire  | Canadiens de Montréal  | Montréal | 4-2      | (5-3-6)       | 16  |
| 15 | 17 décembre | match nul | Red Wings de Détroit   | Détroit  | 0-0      | (5-3-7)       | 17  |
| 16 | 19 décembre | victoire  | Canadiens de Montréal  | New York | 5-2      | (6-3-7)       | 19  |
| 17 | 23 décembre | victoire  | Black Hawks de Chicago | New York | 7-1      | (7-3-7)       | 21  |
| 18 | 25 décembre | victoire  | Maple Leafs de Toronto | New York | 4-1      | (8-3-7)       | 23  |
| 19 | 29 décembre | victoire  | Bruins de Boston       | New York | 4-0      | (9-3-7)       | 25  |
| 20 | 31 décembre | victoire  | Americans de New York  | New York | 5-2      | (10-3-7)      | 27  |
| 21 | 2 janvier   | victoire  | Bruins de Boston       | Boston   | 6-4      | (11-3-7)      | 29  |
| 22 | 4 janvier   | victoire  | Americans de New York  | New York | 6-2      | (12-3-7)      | 31  |
| 23 | 7 janvier   | victoire  | Red Wings de Détroit   | New York | 3-0      | (13-3-7)      | 33  |
| 24 | 11 janvier  | victoire  | Black Hawks de Chicago | New York | 5-3      | (14-3-7)      | 35  |
| 25 | 13 janvier  | victoire  | Maple Leafs de Toronto | Toronto  | 4-1      | (15-3-7)      | 37  |
| 26 | 14 janvier  | défaite   | Black Hawks de Chicago | Chicago  | 1-2      | (15-4-7)      | 37  |
| 27 | 18 janvier  | victoire  | Canadiens de Montréal  | Montréal | 1-0      | (16-4-7)      | 39  |
| 28 | 21 janvier  | victoire  | Bruins de Boston       | New York | 4-2      | (17-4-7)      | 41  |
| 29 | 23 janvier  | victoire  | Americans de New York  | New York | 5-3      | (18-4-7)      | 43  |
| 30 | 25 janvier  | victoire  | Maple Leafs de Toronto | New York | 3-0      | (19-4-7)      | 45  |
| 31 | 28 janvier  | victoire  | Americans de New York  | New York | 4-2      | (20-4-7)      | 47  |
| 32 | 1er février | défaite   | Red Wings de Détroit   | Détroit  | 0-2      | (20-5-7)      | 47  |
| 33 | 4 février   | victoire  | Canadiens de Montréal  | New York | 9-0      | (21-5-7)      | 49  |
| 34 | 6 février   | défaite   | Bruins de Boston       | Boston   | 2-6      | (21-6-7)      | 49  |
| 35 | 8 février   | victoire  | Maple Leafs de Toronto | New York | 2-1      | (22-6-7)      | 51  |
| 36 | 10 février  | match nul | Maple Leafs de Toronto | Toronto  | 4-4      | (22-6-8)      | 52  |
| 37 | 11 février  | défaite   | Black Hawks de Chicago | Chicago  | 0-3      | (22-7-8)      | 52  |
| 38 | 15 février  | victoire  | Red Wings de Détroit   | New York | 3-1      | (23-7-8)      | 54  |
| 39 | 18 février  | défaite   | Red Wings de Détroit   | Détroit  | 0-2      | (23-8-8)      | 54  |
| 40 | 22 février  | défaite   | Americans de New York  | New York | 0-1 (Pr) | (23-9-8)      | 54  |
| 41 | 24 février  | victoire  | Canadiens de Montréal  | Montréal | 2-0      | (24-9-8)      | 56  |
| 42 | 25 février  | victoire  | Canadiens de Montréal  | New York | 6-2      | (25-9-8)      | 58  |
| 43 | 29 février  | défaite   | Black Hawks de Chicago | New York | 1-2      | (25-10-8)     | 58  |
| 44 | 2 mars      | match nul | Maple Leafs de Toronto | Toronto  | 1-1      | (25-10-9)     | 59  |
| 45 | 3 mars      | victoire  | Black Hawks de Chicago | Chicago  | 2-1      | (26-10-9)     | 61  |
| 46 | 10 mars     | victoire  | Americans de New York  | New York | 4-2      | (27-10-9)     | 63  |
| 47 | 12 mars     | défaite   | Bruins de Boston       | Boston   | 1-2      | (27-11-9)     | 63  |
| 48 | 14 mars     | match nul | Bruins de Boston       | New York | 0-0      | (27-11-10)    | 64  |

- Victoire
- Défaite
- Match nul

1. 1 2 3 4  Les Americans sont l'équipe jouant à domicile.
2. 1 2 3 4  Les Rangers sont l'équipe jouant à domicile.

### Statistiques des joueurs
| Nom             | Poste         | PJ | B  | A  | Pts | Pun |
| --------------- | ------------- | -- | -- | -- | --- | --- |
| Bryan Hextall   | Ailier gauche | 48 | 24 | 15 | 39  | 52  |
| Neil Colville   | Centre        | 48 | 19 | 19 | 38  | 22  |
| Phil Watson     | Centre        | 48 | 7  | 28 | 35  | 52  |
| Alex Shibicky   | Ailier gauche | 43 | 11 | 21 | 32  | 33  |
| Dutch Hiller    | Ailier gauche | 48 | 13 | 18 | 31  | 57  |
| James MacDonald | Ailier gauche | 44 | 15 | 13 | 28  | 19  |
| Lynn Patrick    | Ailier gauche | 48 | 12 | 16 | 28  | 34  |
| Clint Smith     | Centre        | 41 | 8  | 16 | 24  | 2   |
| Mac Colville    | Ailier droit  | 47 | 7  | 14 | 21  | 12  |
| Ott Heller      | Défenseur     | 47 | 5  | 14 | 19  | 26  |
| Alf Pike        | Attaquant     | 47 | 8  | 9  | 17  | 38  |
| Babe Pratt      | Ailier gauche | 48 | 4  | 13 | 17  | 61  |
| Art Coulter     | Défenseur     | 48 | 1  | 9  | 10  | 68  |
| Muzz Patrick    | Défenseur     | 46 | 2  | 4  | 6   | 44  |
| Stanford Smith  | Centre        | 1  | 0  | 0  | 0   | 0   |
| John Polich     | Ailier droit  | 1  | 0  | 0  | 0   | 0   |
| Cliff Barton    | Ailier droit  | 3  | 0  | 0  | 0   | 0   |

| Nom       | PJ | V  | D  | N  | Min   | BC | BL | M    |
| --------- | -- | -- | -- | -- | ----- | -- | -- | ---- |
| Dave Kerr | 48 | 27 | 11 | 10 | 3 000 | 77 | 8  | 1,54 |

## Séries éliminatoires

### Règlement
Les six premières équipes de la saison régulière sont qualifiées pour les séries éliminatoires. Les équipes classées de la troisième à la sixième place se rencontrent en quart de finale au meilleur des trois matchs ; les vainqueurs se rencontrent ensuite à nouveau au meilleur des trois matchs. Les deux premières équipes de la saison régulière sont directement qualifiées pour les demi-finales où elles s'affrontent au meilleur des sept rencontres.

### Séries des Rangers

#### Demi-finale
Deuxièmes de la saison régulière, les Rangers doivent donc affronter les Bruins de Boston. La première rencontre a lieu le 19 avril au Madison Square Garden ; le premier tiers-temps voit les équipes se neutraliser et rentrer aux vestiaires sur un score vierge. Les Rangers prennent l'avantage en moins de deux minutes lors de la deuxième période grâce à Phil Watson et Alex Shibicky et assurent leur victoire 4-0 lors du dernier tiers-temps avec deux buts de Neil Colville, dont un en infériorité numérique, et au blanchissage de Dave Kerr.
Le deuxième match, disputé à Boston, est marqué par une première période où l'arbitre, Mickey Ion, distribue treize pénalités dont quatre majeures. Ce sont les Rangers qui prennent l'avantage par Mac Colville mais les Bruins marquent ensuite trois buts consécutifs et mènent 3-1 au début de la troisième période. Les Rangers parviennent à réduire le score mais un quatrième but des Bruins clos la marque d'un match où vingt pénalités ont été finalement distribuées. Les deux équipes se retrouvent trois jours plus tard, toujours à Boston. Les Bruins inscrivent un but en première période puis, après l'égalisation de Muzz Patrick, marquent deux nouveaux buts lors du second tiers-temps pour aborder la troisième période avec deux buts d'avance. Les Rangers ne parviennent pas à combler leur retard et, malgré des buts de Babe Pratt et Lynn Patrick, ils s'inclinent 4-3 et sont alors menés deux matchs à un.
16 501 spectateurs sont présents au Madison Square Garden pour assister à la quatrième rencontre de la série où aucune des deux équipes ne parvient à marquer lors des deux premières périodes de jeu. Seul Muzz Patrick parvient à battre le gardien des Bruins, Frank Brimsek au milieu du dernier tiers-temps et les Rangers reviennent à égalité dans la série grâce au deuxième blanchissage de Kerr.
Le cinquième match a lieu à Boston le 28 mars devant 16 468 spectateurs. Pour cette rencontre, les Bruins sont privés de Des Smith et Mel Hill, blessés. Après huit minutes de match, les Bruins perdent un nouveau joueur, Art Jackson, qui se fracture deux os de la cheville droite. Au cours des deux premières périodes, aucune équipe ne parvient à marquer alors que Franck Hollett a remplacé Jackson sur la ligne de Herb Cain et Eddie Wiseman. Après un peu plus de quatre minutes lors du troisième tiers-temps, Pratt marque sur une passe de Shibicky ce qui va s'avérer être le but vainqueur. Peu avant la fin du match, Boston perd encore un joueur en la personne de son capitaine, Dit Clapper, qui se tord la cheville. Kerr enregistre finalement son troisième blanchissage de la série, le deuxième consécutif, et permet à son équipe de mener 3-2 avant la sixième rencontre.
Les Rangers sont donnés favoris de ce match qu'ils jouent à domicile alors que les Bruins sont amoindris par les blessures de quatre de leurs joueurs. Ce sont pourtant les Bruins qui marquent les premiers par Roy Conacher dans les dernières secondes de la première période, mais les Rangers réagissent et égalisent lors du deuxième tiers-temps avant de prendre l'avantage en milieu de troisième période. Une punition majeure infligée à Robert Hamill lors de ce but permet aux Rangers de marquer ensuite deux fois en supériorité numérique et de se qualifier ainsi pour la finale de la Coupe Stanley devant 15 988 spectateurs.

#### Finale
En finale, les Rangers rencontrent les Maple Leafs de Toronto, troisièmes de la saison régulière, qui ont successivement éliminé les Black Hawks de Chicago et les Red Wings de Détroit sur le même score de deux manches à zéro. La série est programmée à New York pour les deux premiers matchs puis à Toronto pour le reste de la série. En effet, à cette époque de l'année, un cirque s'installe au Madison Square Garden et empêche ainsi les Rangers d'y pratiquer le hockey.
Le premier match est joué le 2 avril devant 12 437 spectateurs. Ce sont les Rangers qui ouvrent le score en première période grâce à Art Coulter sur une passe de Neil Colville mais les Maple Leafs répliquent moins de deux minutes plus tard par Red Heron. Plus rien n'est ensuite marqué dans les deuxième et troisième tiers-temps et les deux équipes doivent disputer une prolongation. Malgré plusieurs occasions, Toronto ne parvient pas à marquer et Alf Pike met un terme à la rencontre après 15 min 30 s et permet aux Rangers de remporter le match. Le lendemain, les deux équipes se retrouvent pour le dernier match de la saison à New York. Les Maples Leafs entament le mieux la rencontre et marquent deux fois en l'espace d'une minute lors de la première période pour mener 2-0 après un peu plus de six minutes de jeu. Les Rangers répliquent neuf minutes plus tard par Bryan Hextall et rentrent aux vestiaires avec un retard d'un seul but. Il ne leur faut qu'un peu moins de quatre minutes en deuxième période pour égaliser par Babe Pratt mais ils doivent attendre la toute fin de celle-ci pour prendre l'avantage en supériorité numérique. Le troisième tiers-temps voit New York marquer à trois reprises pour s'adjuger un succès aisé 6-2 et mener la série 2-0 avant de se rendre à Toronto pour le reste de la finale.
Le troisième match a lieu trois jours plus tard. Cette fois-ci, ce sont les Rangers qui marquent les premiers après 13 minutes de jeu. Les Maples Leafs sont menés 1-0 jusqu'en milieu de troisième tiers-temps où ils parviennent à battre Kerr grâce à Gordie Drillon. Ce but, dont la validité est contesté par les Rangers qui estiment qu'il a été marqué avec le patin, est suivi d'un deuxième, trois minutes plus tard, inscrit par une jeune recrue de 21 ans, Hank Goldup, et permet aux Maple Leafs de l'emporter 2-1. Le 9 avril, les deux équipes se retrouvent pour la quatrième rencontre. Les Maples Leafs ouvrent le score en fin de première période alors que les deux équipes jouent à quatre contre quatre puis, après un deuxième tiers-temps sans but, ils augmentent leur avance à moins de quatre minutes de la fin du match. Malgré une infériorité numérique due à une punition reçue par Don Metz, les Maple Leafs et leur gardien Turk Broda parviennent à garder leur but inviolé et marquent même une troisième et dernière fois à moins d'une minute du terme de la rencontre pour remporter le match 3-0 et égaliser 2-2 dans la série. Les derniers matchs se jouant à Toronto, ils deviennent ainsi les favoris pour remporter la Coupe Stanley.
Pour le cinquième match, Frank Boucher, enregistre le retour de Shibicky qui avait du quitter la troisième rencontre et avait été absent du quatrième match en raison d'une triple fracture à la cheville. De son côté, l'entraîneur des Maple Leafs, Dick Irvin, décide de mettre quatre de ses principaux joueurs au repos : le capitaine de l'équipe Red Horner et Jack Church sont remplacés en défense par Reg Hamilton et Wilfred McDonald alors que Billy Taylor et Don Metz prennent la place de Sweeney Schriner et Red Heron en attaque,. Ces changements donnent dans un premier temps raison à Boucher alors que Shibicky initie l'attaque qui permet aux Rangers de prendre l'avantage en milieu de première période grâce à Neil Colville. Les Maple leafs ne parviennent pas à marquer mais ils sont aidés par Mac Colville qui pousse malencontreusement le palet dans son propre but en fin de deuxième tiers-temps ; ce but est accordé à Syl Apps qui est le dernier joueur de Toronto à toucher la rondelle. La troisième période ne permet pas aux deux équipes de se départager, pas plus que la première prolongation, et elles doivent jouer une deuxième période supplémentaire. Shibicky, qui a participé au match
avec grâce à son médecin qui lui a gelé la jambe,, ne peut y prendre part. Malgré une punition infligée à Muzz Patrick, les Maples Leafs ne parviennent pas à marquer et c'est au contraire ce même Patrick qui marque le but vainqueur des Rangers après 91 min 43 s de jeu.
Le sixième match est joué le 14 avril. Les Maple Leafs marquent le premier but moins de sept minutes après le début de la rencontre puis ils doublent leur avance en début de deuxième période. Les Rangers doivent attendre la neuvième minute du troisième tiers-temps pour inscrire leur premier but par Neil Colville avant d'égaliser par Alf Pike moins de deux minutes plus tard. Plus rien n'étant marqué, le match se joue à nouveau en prolongation. Celle-ci ne dure cette fois-ci que deux minutes avant que Bryan Hextall, sur une passe de Phil Watson, ne marque le but vainqueur du match et du gain de la troisième Coupe Stanley de l'histoire des Rangers. Après le match, le directeur-général des Maple Leafs, Conn Smythe, rend hommage aux Rangers en déclarant : « ils ont contesté dix-neuf parties consécutives sans encourir la disgrâce de la défaite » et enfin « ils nous ont battu deux fois, au cours de l'élimination, sur notre propre glace, alors que nous n'avions perdu que trois fois au cours de la saison régulière dans notre patinoire. » Le président des Rangers, John Kilpatrick, quant à lui, se rend dans le vestiaire de ses joueurs, chose inhabituelle de sa part, pour les inviter ainsi que leurs familles et amis à venir fêter la victoire dans sa suite à l'hôtel.

#### Bilan
Les Rangers remportent leur troisième Coupe Stanley en quatorze ans d'existence. Ils terminent avec les deux meilleurs pointeurs de la ligue lors des séries : Phil Watson inscrit trois buts et six aides pour neuf points marqués alors que Neil Colville inscrit deux buts et sept aides pour un total de neuf points également. Dave Kerr remporte le trophée Vézina du meilleur gardien de la saison et James MacDonald reçoit le trophée Calder qui récompense la meilleure recrue. Kerr et Bryan Hextall sont élus dans la première équipe d'étoiles alors que Art Coulter et Neil Colville font partie de la seconde.

### Arbre de qualification
|  | Quarts de finale       | Quarts de finale       | Quarts de finale       | Quarts de finale       |                        |                        | Demi-finales                  | Demi-finales                  | Demi-finales                  | Demi-finales                  |  |  | Finale                     | Finale                     | Finale                     | Finale                     |
|  |                        |                        |                        |                        |                        |                        |                               |                               |                               |                               |  |  |                            |                            |                            |                            |
|  |                        |                        |                        |                        |                        |                        | 19, 21, 24, 26, 28 et 30 mars | 19, 21, 24, 26, 28 et 30 mars | 19, 21, 24, 26, 28 et 30 mars | 19, 21, 24, 26, 28 et 30 mars |  |  | 2, 3, 6, 9, 11 et 13 avril | 2, 3, 6, 9, 11 et 13 avril | 2, 3, 6, 9, 11 et 13 avril | 2, 3, 6, 9, 11 et 13 avril |
|  |                        |                        |                        |                        |                        |                        | 19, 21, 24, 26, 28 et 30 mars | 19, 21, 24, 26, 28 et 30 mars | 19, 21, 24, 26, 28 et 30 mars | 19, 21, 24, 26, 28 et 30 mars |  |  | 2, 3, 6, 9, 11 et 13 avril | 2, 3, 6, 9, 11 et 13 avril | 2, 3, 6, 9, 11 et 13 avril | 2, 3, 6, 9, 11 et 13 avril |
|  |                        |                        |                        |                        |                        |                        | 19, 21, 24, 26, 28 et 30 mars | 19, 21, 24, 26, 28 et 30 mars | 19, 21, 24, 26, 28 et 30 mars | 19, 21, 24, 26, 28 et 30 mars |  |  | 2, 3, 6, 9, 11 et 13 avril | 2, 3, 6, 9, 11 et 13 avril | 2, 3, 6, 9, 11 et 13 avril | 2, 3, 6, 9, 11 et 13 avril |
|  |                        |                        |                        |                        |                        |                        | 19, 21, 24, 26, 28 et 30 mars | 19, 21, 24, 26, 28 et 30 mars | 19, 21, 24, 26, 28 et 30 mars | 19, 21, 24, 26, 28 et 30 mars |  |  | 2, 3, 6, 9, 11 et 13 avril | 2, 3, 6, 9, 11 et 13 avril | 2, 3, 6, 9, 11 et 13 avril | 2, 3, 6, 9, 11 et 13 avril |
|  |                        |                        |                        |                        |                        |                        | 19, 21, 24, 26, 28 et 30 mars | 19, 21, 24, 26, 28 et 30 mars | 19, 21, 24, 26, 28 et 30 mars | 19, 21, 24, 26, 28 et 30 mars |  |  | 2, 3, 6, 9, 11 et 13 avril | 2, 3, 6, 9, 11 et 13 avril | 2, 3, 6, 9, 11 et 13 avril | 2, 3, 6, 9, 11 et 13 avril |
|  | Bruins de Boston       | Bruins de Boston       | 2                      | 2                      |                        |                        |                               |                               |                               |                               |  |  | 2, 3, 6, 9, 11 et 13 avril | 2, 3, 6, 9, 11 et 13 avril | 2, 3, 6, 9, 11 et 13 avril | 2, 3, 6, 9, 11 et 13 avril |
|  | Bruins de Boston       | Bruins de Boston       | 2                      | 2                      |                        |                        |                               |                               |                               |                               |  |  | 2, 3, 6, 9, 11 et 13 avril | 2, 3, 6, 9, 11 et 13 avril | 2, 3, 6, 9, 11 et 13 avril | 2, 3, 6, 9, 11 et 13 avril |
|  |                        |                        | Rangers de New York    | Rangers de New York    | 4                      | 4                      |                               |                               |                               |                               |  |  | 2, 3, 6, 9, 11 et 13 avril | 2, 3, 6, 9, 11 et 13 avril | 2, 3, 6, 9, 11 et 13 avril | 2, 3, 6, 9, 11 et 13 avril |
|  |                        |                        |                        |                        | 4                      | 4                      |                               |                               |                               |                               |  |  | 2, 3, 6, 9, 11 et 13 avril | 2, 3, 6, 9, 11 et 13 avril | 2, 3, 6, 9, 11 et 13 avril | 2, 3, 6, 9, 11 et 13 avril |
|  |                        | 26 et 28 mars          |                        |                        |                        |                        |                               |                               |                               |                               |  |  | 2, 3, 6, 9, 11 et 13 avril | 2, 3, 6, 9, 11 et 13 avril | 2, 3, 6, 9, 11 et 13 avril | 2, 3, 6, 9, 11 et 13 avril |
|  |                        |                        |                        |                        |                        |                        |                               |                               |                               |                               |  |  | 2, 3, 6, 9, 11 et 13 avril | 2, 3, 6, 9, 11 et 13 avril | 2, 3, 6, 9, 11 et 13 avril | 2, 3, 6, 9, 11 et 13 avril |
|  | Rangers de New York    | Rangers de New York    | 4                      | 4                      |                        |                        |                               |                               |                               |                               |  |  |                            |                            |                            |                            |
|  | Rangers de New York    | Rangers de New York    | 4                      | 4                      | 19 et 21 mars          |                        |                               |                               |                               |                               |  |  |                            |                            |                            |                            |
|  |                        |                        | Maple Leafs de Toronto | Maple Leafs de Toronto | 2                      | 2                      |                               |                               |                               |                               |  |  |                            |                            |                            |                            |
|  | Maple Leafs de Toronto | Maple Leafs de Toronto | Maple Leafs de Toronto | Maple Leafs de Toronto | 2                      | 2                      | 2                             | 2                             |                               |                               |  |  |                            |                            |                            |                            |
|  | Maple Leafs de Toronto | Maple Leafs de Toronto |                        |                        |                        |                        |                               |                               |                               |                               |  |  |                            |                            |                            |                            |
|  | Black Hawks de Chicago | Black Hawks de Chicago | 0                      | 0                      |                        |                        |                               |                               |                               |                               |  |  |                            |                            |                            |                            |
|  | Black Hawks de Chicago | Black Hawks de Chicago | 0                      | 0                      | Maple Leafs de Toronto | Maple Leafs de Toronto | 2                             | 2                             |                               |                               |  |  |                            |                            |                            |                            |
|  | 19, 22 et 24 mars      |                        |                        |                        | Maple Leafs de Toronto | Maple Leafs de Toronto | 2                             | 2                             |                               |                               |  |  |                            |                            |                            |                            |
|  |                        |                        | Red Wings de Détroit   | Red Wings de Détroit   | 0                      | 0                      |                               |                               |                               |                               |  |  |                            |                            |                            |                            |
|  | Red Wings de Détroit   | Red Wings de Détroit   | Red Wings de Détroit   | Red Wings de Détroit   | 0                      | 0                      | 2                             | 2                             |                               |                               |  |  |                            |                            |                            |                            |
|  | Red Wings de Détroit   | Red Wings de Détroit   |                        |                        |                        |                        |                               | 2                             |                               |                               |  |  |                            |                            |                            |                            |
|  | Americans de New York  | Americans de New York  | 1                      | 1                      |                        |                        |                               |                               |                               |                               |  |  |                            |                            |                            |                            |
|  | Americans de New York  | Americans de New York  | 1                      | 1                      |                        |                        |                               |                               |                               |                               |  |  |                            |                            |                            |                            |
|  |                        |                        |                        |                        |                        |                        |                               |                               |                               |                               |  |  |                            |                            |                            |                            |

### Statistiques des joueurs
| Nom             | Poste         | PJ | B | A | Pts | Pun |
| --------------- | ------------- | -- | - | - | --- | --- |
| Phil Watson     | Centre        | 12 | 3 | 6 | 9   | 16  |
| Neil Colville   | Centre        | 12 | 2 | 7 | 9   | 18  |
| Bryan Hextall   | Ailier gauche | 12 | 4 | 3 | 7   | 11  |
| Alex Shibicky   | Ailier gauche | 12 | 2 | 5 | 7   | 4   |
| Dutch Hiller    | Ailier gauche | 12 | 2 | 4 | 6   | 2   |
| Mac Colville    | Ailier droit  | 12 | 3 | 2 | 5   | 6   |
| Alf Pike        | Attaquant     | 12 | 3 | 1 | 4   | 6   |
| Babe Pratt      | Ailier gauche | 12 | 3 | 1 | 4   | 18  |
| Lynn Patrick    | Ailier gauche | 12 | 2 | 2 | 4   | 4   |
| Clint Smith     | Centre        | 12 | 1 | 3 | 4   | 2   |
| Muzz Patrick    | Défenseur     | 12 | 3 | 0 | 3   | 13  |
| Ott Heller      | Défenseur     | 12 | 0 | 3 | 3   | 12  |
| James MacDonald | Ailier gauche | 12 | 0 | 2 | 2   | 4   |
| Art Coulter     | Défenseur     | 12 | 1 | 0 | 1   | 21  |

| Nom       | PJ | V | D | Min | BC | BL | M    |
| --------- | -- | - | - | --- | -- | -- | ---- |
| Dave Kerr | 12 | 8 | 4 | 770 | 20 | 3  | 1,56 |